# Збриж (Чемеровецкий район)
Збриж (укр. Збриж) — село в Чемеровецком районе Хмельницкой области Украины.
Население по переписи 2001 года составляло 337 человек. Почтовый индекс — 31635. Телефонный код — 3859. Код КОАТУУ — 6825287802.

## Местный совет
31635, Хмельницкая обл., Чемеровецкий р-н, с. Сокиринцы, ул. Центральная, 3